# Cigarro cubano

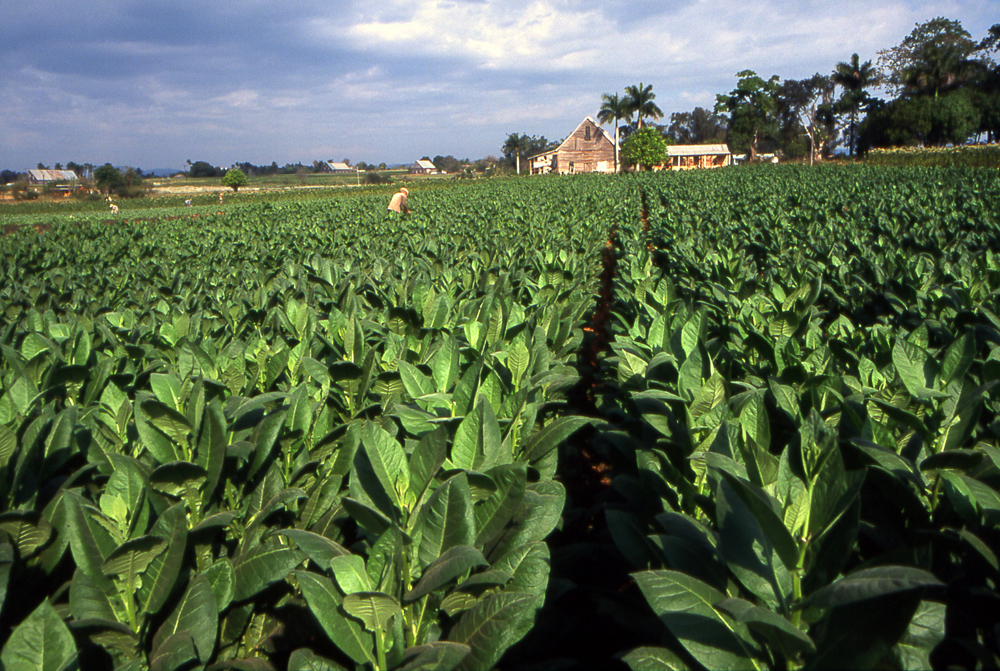
Plantación de tabaco, Pinar del Río, Cuba

Los cigarros puros cubanos son cigarrillos hechos completamente en Cuba a partir de hojas errolladas de tabaco cultivado en ese país. Históricamente han sido considerados entre los «mejores» del mundo y como sinónimo de la cultura de la isla, además de que representan un 37.46 % del valor de todas las exportaciones del país.
La tripa, capote y capa pueden provenir de distintas zonas de la isla, aunque gran parte se produce en la provincia de Pinar del Río, en las regiones de Vuelta Abajo y Semi Vuelta, así como en fincas de la región de Viñales. Toda la producción de cigarros en Cuba está controlada por la empresa estatal Cubatabaco. El cigarro cubano también se conoce como el Habano.

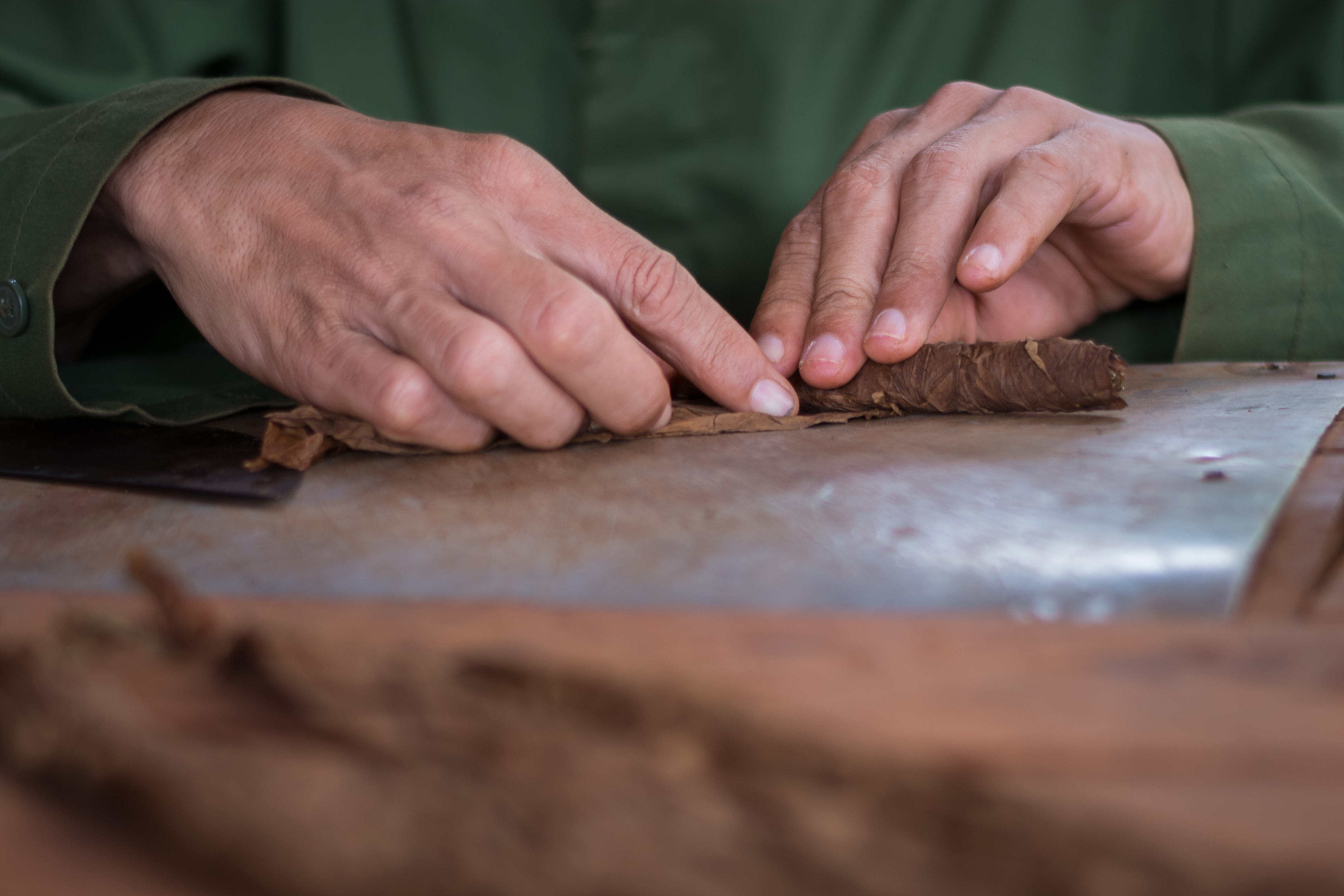
Un cigarro cubano torcido a mano (hecho a mano)

Cubatabaco y Habanos SA, propiedad a partes iguales del Estado cubano y de la empresa privada española Altadis, llevan a cabo todas las actividades relacionadas con los puros cubanos, incluida la fabricación, el control de calidad, la promoción, distribución y exportación. Habanos SA se encarga principalmente de la exportación y distribución, a menudo a través de su socio europeo, Altadis. Todas las cajas y etiquetas están marcadas como «Hecho en Cuba». Los puros elaborados a máquina y acabados a mano añaden la etiqueta «Hecho a mano», mientras que los cigarros totalmente hechos a mano se identifican como «Totalmente a mano». Los torcedores, trabajadores cualificados que torcen puros a mano, son muy respetados en la sociedad y la cultura cubanas, y viajan por todo el mundo mostrando el arte de torcer puros a mano. Hoy en día, la mayoría de los torcedores son mujeres, o torcedoras.

## Historia
La evidencia del consumo de tabaco por parte de los pueblos indígenas del Caribe se remonta al siglo IX. Antes del descubrimiento del Nuevo Mundo en el siglo XV, los europeos no estaban familiarizados con el consumo de tabaco. A finales del siglo XV, los exploradores enviados por Cristóbal Colón al interior de Cuba informaron haber visto «hombres con leña a medio quemar en las manos y ciertas hierbas para fumar, que son unas hierbas secas puestas en cierta hoja», describiendo la práctica de fumar tabaco. La palabra «cohiba» significa «tabaco» en el idioma taíno hablado por los pueblos indígenas taínos de Cuba.
Tras el crecimiento de la colonización europea en el Caribe y la expansión del comercio de esclavos africanos, el tabaco se convirtió en un producto básico importante enviado a Europa. Poco después de estas expediciones, los españoles introdujeron el tabaco en otras partes de Europa, lo que llevó a su rápida popularización. La capa, la tripa y la capota de un cigarro podrían cultivarse en Cuba debido a las favorables cualidades del clima y la tierra. Dado el reclamo de España sobre Cuba, los españoles dominaron la nueva industria tabacalera en la región.
Durante el siglo XVII, el aumento generalizado del consumo de tabaco provocó su condena y regulación en Europa. En 1606, Felipe III de España prohibió el cultivo de tabaco, aunque esta prohibición fue levantada en 1614. Sin embargo, posteriormente se impuso un impuesto especial a las importaciones de tabaco, siendo las importaciones cubanas las más afectadas por las tasas más altas.

## Marcas
Las marcas y nombres comerciales de puros cubanos son reconocidos mundialmente por su prestigio. Entre los más destacados se encuentran Cohiba, Montecristo, Partagás, H. Upmann, La Gloria Cubana, Hoyo de Monterrey, Punch y Romeo y Julieta.
Debido al embargo impuesto por Estados Unidos a la importación de puros cubanos en 1960, surgió una serie de dificultades para preservar la integridad de estas marcas. Estados Unidos se negó a reconocer la propiedad cubana de dichas marcas, lo que resultó en la fabricación y venta de estos puros por parte de empresas de otros países, como la República Dominicana, Jamaica y otros, que no estaban vinculadas a la industria cubana. Esto también condujo a una proliferación masiva de falsificaciones que se hacían pasar por productos cubanos auténticos.
Otras marcas prestigiosas de cigarros que anteriormente se fabricaban en Cuba incluyen Davidoff y Dunhill, ambas descontinuadas en el país en 1991. Sin embargo, desde entonces han sido trasladadas a otros países que no son Cuba.

## Exportaciones
Los puros continúan siendo una de las principales exportaciones de Cuba. En 1991, se exportaron un total de 77 millones de puros, 67 millones en 1992 y 57 millones en 1993. Esta disminución se atribuyó a la pérdida de gran parte de la cosecha de capas debido a un fenómeno meteorológico extremo, seguido de importantes reformas agrícolas y acuerdos comerciales internacionales que revitalizaron las exportaciones de cigarros en los años posteriores. En 2016, Cuba exportó cigarros por valor de 445 millones de dólares en todo el mundo, y en 2017, aproximadamente 500 millones de dólares en cigarros. Esto representó el 27 por ciento de las exportaciones de bienes de ese año.
Debido al prestigio asociado y al mayor valor de los cigarros cubanos, así como a la dificultad de discernir la procedencia de un cigarro sin etiqueta, las falsificaciones no son infrecuentes. Cuba responde a esta problemática implementando una serie de medidas para demostrar la autenticidad, tales como sellos de garantía y recibos oficiales emitidos por el gobierno.

## Competencia en el Caribe
Después de la Revolución Cubana, varios fabricantes de cigarros cubanos emigraron a otros países del Caribe para continuar con la producción. La República Dominicana, con su clima similar y su arraigada tradición en la exportación de cigarros, acogió favorablemente a estos productores cubanos exiliados. Como resultado, la producción de tabaco experimentó un notable aumento. Este fenómeno se vio impulsado aún más por una segunda ola de inmigrantes procedentes de Nicaragua, que también posee un clima y suelos propicios para el cultivo del tabaco, especialmente tras el ascenso al poder de los sandinistas. Algunos de estos inmigrantes eran cubanos que previamente habían huido a Nicaragua desde Cuba tras la Revolución Cubana. Este flujo migratorio adicional contribuyó al crecimiento continuo de la industria tabacalera en la República Dominicana, que con el tiempo se ha establecido como el principal exportador mundial de puros premium. Mientras tanto, Honduras se ha rezagado en la producción de cigarros en comparación con sus vecinos, debido a problemas de infraestructura, dificultades para controlar la propagación del moho azul y repetidos eventos climáticos extremos.

## Reconocimiento y popularidad internacional

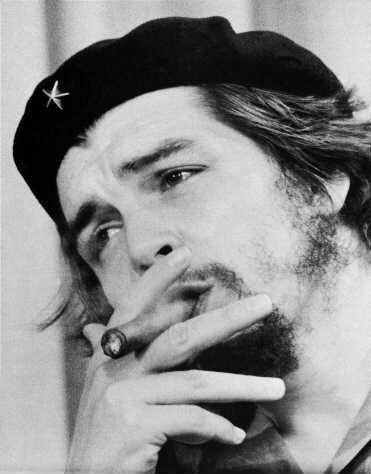
Según Ernesto «Che» Guevara: «Un humo en los momentos de descanso es un gran compañero del soldado solitario».

Los puros cubanos gozan de una reputación mundialmente reconocida. Una de las razones de este reconocimiento es su distintivo perfil de sabor, que resulta del tipo específico de tabaco cultivado bajo sombra. Esta característica distintiva y su reputación se mantienen activamente. En la década de 1990, cuando surgió la oportunidad de cultivar tabaco de hoja Connecticut, un tipo de capa que tenía éxito particularmente en Europa, Cuba optó por no hacerlo. Esta decisión se tomó con plena conciencia de que el perfil de sabor de la hoja Connecticut no encajaba con la imagen refinada asociada a los puros cubanos.
La popularidad del cigarro cubano se ha extendido más allá de Europa central y occidental, manifestándose en una demanda constante en estas regiones. Sin embargo, esta demanda se extiende también a otras partes del mundo, incluyendo a China, que se posiciona como el tercer mercado más grande para los puros cubanos. A pesar de que el sistema comercial chino tiende a aumentar significativamente los precios, la demanda de los puros cubanos sigue siendo considerable en ese país.

## La habanera humeante
La «Habanera humeante» es una figura pequeña de arcilla que se vende comúnmente en los mercados cubanos como un recuerdo típico. Representa a una mujer negra con características femeninas exageradas fumando un cigarro. Esta figura encarna el estereotipo de lo que se considera una mujer cubana tradicional. A veces, las mujeres cubanas negras aprovechan este estereotipo a su favor al vestirse con atuendos tradicionales y pasear por las calles con un cigarro, ofreciéndose a tomar fotografías por un precio.

## Leyes sobre fumar en Cuba
Las enfermedades relacionadas con el tabaquismo, como el cáncer de pulmón, el cáncer de esófago y el cáncer de boca, son comunes en Cuba, al igual que en otros lugares donde el tabaquismo es prevalente. Aunque Cuba ha tenido leyes relacionadas con la regulación del tabaquismo desde la década de 1980, no se realizaron esfuerzos significativos para hacerlas cumplir hasta alrededor de 2005. Estas leyes abarcaban la prohibición de la publicidad de tabaco, la venta a menores y la restricción del consumo de tabaco en lugares públicos. Además, durante este período, se intensificaron las iniciativas educativas que promovían la conciencia pública sobre los riesgos del tabaquismo, incluyendo la colocación de advertencias sanitarias en los envases de tabaco y la capacitación de médicos para que informaran a sus pacientes sobre los peligros del hábito de fumar en cualquier oportunidad. Sin embargo, la respuesta de los fumadores ha sido en su mayoría negativa ante estas medidas.

## Competencia global
La competencia ha llegado desde Estados Unidos de varias maneras. Uno de los ejemplos más destacados es la hoja de Connecticut, un tipo de tabaco cultivado a la sombra que ha generado competencia en los mercados europeos debido a su sabor notablemente menos áspero en comparación con el tabaco de sombra cubano.
El segundo aspecto es la industria del cigarro de Florida, que tuvo sus inicios antes de la Revolución debido al cigarro «Habano claro». En 1868, el fabricante de cigarros Vicente Martínez-Ybor trasladó sus operaciones de cigarros de Cuba a Key West, Florida, para evitar el conflicto y el pago del impuesto especial más alto de Estados Unidos sobre los productos manufacturados importados. En 1885, adquirió terrenos en Tampa, Florida, y construyó la ciudad manufacturera de cigarros de Ybor City. Otros fabricantes siguieron su ejemplo, y Tampa pronto se convirtió en la principal comunidad productora de cigarros del mundo, especializándose en los cigarros «Clear Havana», que eran cigarros torcidos a mano con tabaco cubano por trabajadores, en su mayoría cubanos, en Estados Unidos.

## Efectos del embargo estadounidense a los productos del tabaco cubanos
El 7 de febrero de 1962, el presidente estadounidense John F. Kennedy impuso un embargo comercial a Cuba como sanción al gobierno comunista de Fidel Castro. Según Pierre Salinger, quien en ese momento era secretario de prensa de Kennedy, el presidente le ordenó la tarde del 6 de febrero adquirir 1,200 puros cubanos Petit Upmann de la marca H. Upmann. A la mañana siguiente, cuando Salinger llegó con los puros, Kennedy firmó la orden ejecutiva que ponía en vigor el embargo.
Este embargo prohibió a los residentes estadounidenses comprar puros cubanos y a los fabricantes de puros estadounidenses importar tabaco cubano, lo que privó al gobierno cubano de ingresos provenientes de una importante industria comercial.
El embargo tuvo un impacto significativo en la industria tabaquera de Florida. Richard Goodwin, asistente de los presidentes Kennedy y Johnson en la Casa Blanca, reveló en un artículo del New York Times de 2000 que a principios de 1962, JFK le dijo: «Intentamos eximir a los puros, pero los fabricantes de puros de Tampa se opusieron». Estos fabricantes estaban preocupados por la posibilidad de tener que usar tabaco de calidad inferior de otras regiones y no poder competir con los puros de fabricación cubana. Sin embargo, dado que no era posible importar hojas de tabaco cubano, la mayoría de los fabricantes de cigarros de Tampa trasladaron su producción fuera de los Estados Unidos o simplemente cerraron. Este traslado o cierre representó un golpe duro para la industria tabaquera de Florida

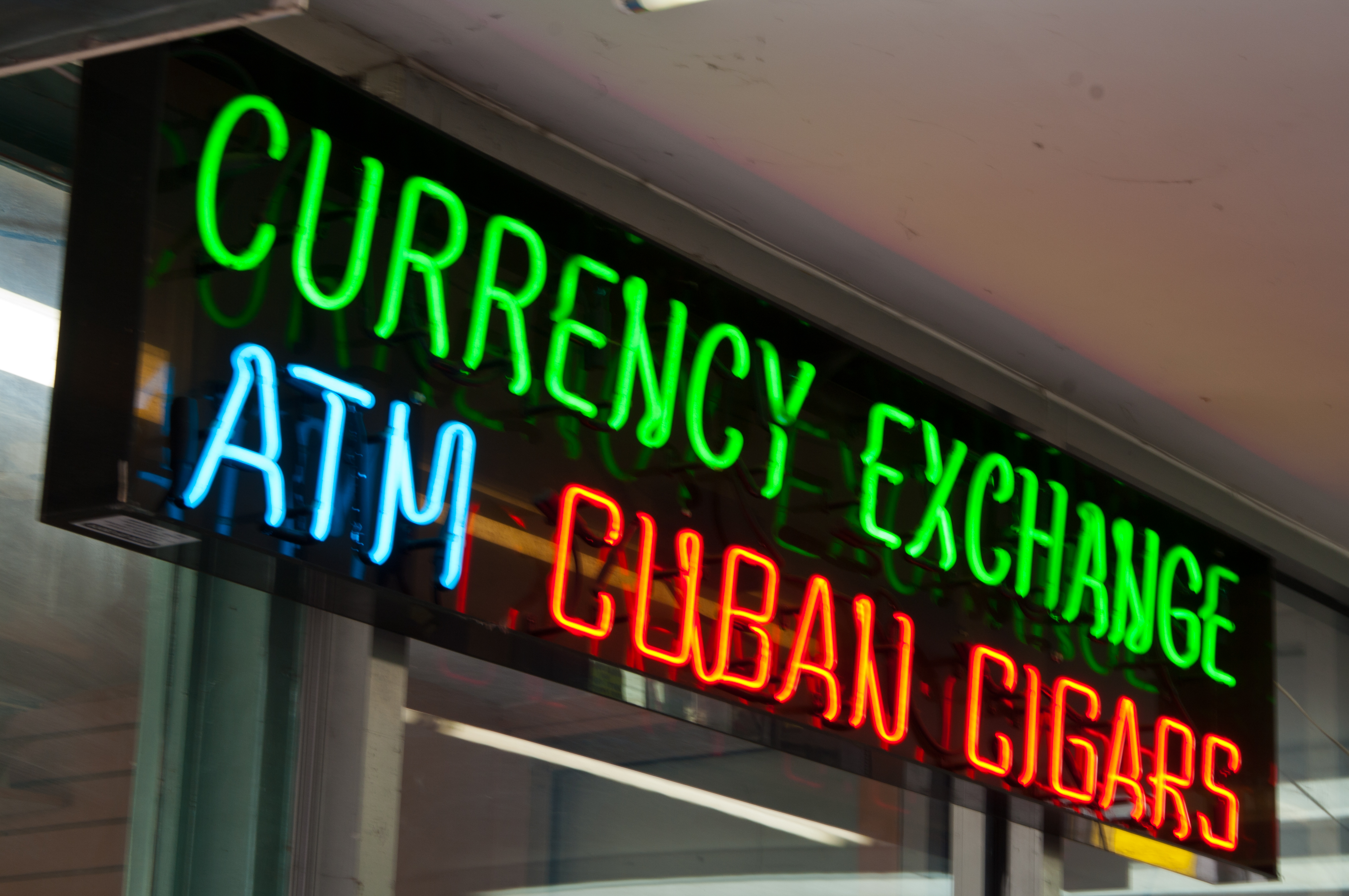
Anuncio dirigido a turistas estadounidenses en las Cataratas del Niágara, Ontario, a minutos de la frontera entre Estados Unidos y Canadá.

El embargo ha representado un obstáculo significativo en los esfuerzos del gobierno cubano para proteger la validez de sus marcas registradas en una variedad de marcas de cigarros que han sido replicadas por compañías «gemelas» en el extranjero.
Aunque los cigarros cubanos no pueden importarse legalmente a los EE. UU. con fines comerciales, la llegada de Internet ha facilitado mucho que las personas en los EE. UU. compren cigarros en línea desde otros países, especialmente cuando se envían sin marcas distintivas. Los cigarros cubanos son anunciados abiertamente en algunas regiones turísticas europeas, dirigidos al mercado estadounidense, aunque es ilegal anunciar tabaco en la mayoría de las regiones europeas.

## La reforma agrícola y el acuerdo Cubatabaco-Tabacalera
En 1993, Cuba lanzó la recampezinación, una iniciativa destinada a reconstruir el sector agrícola campesino cubano. Como parte de esta medida, el control estatal sobre las plantaciones de tabaco se redujo a la mitad. Este movimiento fue en parte una respuesta a la devastación causada por la Tormenta del Siglo y la subsiguiente depresión tropical, que destruyeron el 60 por ciento de la cosecha de tabaco de Cuba. En 1994, Tabacalera, el principal comprador de tabaco de España, ofreció asistencia financiera a Cubatabaco para la producción y exportación de tabaco a cambio de una garantía de preferencia primaria en las exportaciones de tabaco. Se esperaba que Tabacalera representara tres cuartas partes de las exportaciones de tabaco cubano y el 40 por ciento de las exportaciones de cigarros. Como resultado, las exportaciones cubanas de tabaco, que habían disminuido aproximadamente a la mitad debido a la crisis agrícola causada por los fenómenos climáticos de 1993, comenzaron a recuperarse. Un acuerdo similar se alcanzó con el importador francés de tabaco SEITA, y en 1999, Tabacalera y SEITA se fusionaron para formar Altadis, el principal socio comercial de Cuba en la industria del tabaco.